# Маттіас Бекман
Ма́ттіас Бе́кман (швед. Mattias Bäckman; 3 жовтня 1992, м. Лінчепінг, Швеція) — шведський хокеїст, захисник. Виступає за ХК Лінчепінг в Елітсерії. Вихованець хокейної школи цього клубу.
В чемпіонатах Швеції — 37 матчів (1+5).
У складі молодіжної збірної Швеції учасник чемпіонату світу 2012.
Досягнення
- Переможець молодіжного чемпіонату світу (2012).